# Cieneguilla, Veracruz
Cieneguilla är en ort i Mexiko.   Den ligger i kommunen Ixhuatlancillo och delstaten Veracruz, i den sydöstra delen av landet, 220 km öster om huvudstaden Mexico City. Cieneguilla ligger 1 417 meter över havet och antalet invånare är 104.
Terrängen runt Cieneguilla är kuperad åt nordost, men åt sydväst är den bergig. Runt Cieneguilla är det mycket tätbefolkat, med 1 361 invånare per kvadratkilometer. Närmaste större samhälle är Orizaba, 6,5 km sydost om Cieneguilla. Trakten runt Cieneguilla består till största delen av jordbruksmark.